# Ježek Sonic 3 (film)
Ježek Sonic 3 (angleško Sonic the Hedgehog 3) je ameriško-japonski akcijski film. Svetovno premiero je doživel 20. decembra 2024, v Sloveniji pa je izšel 26. decembra istega leta.

## Vloge
- Ben Schwartz kot Ježek Sonic[3]
- Keanu Reeves kot Ježek Shadow[4]
- Idris Elba kot Kljunati ježek Knuckles[5]
- Colleen Villard kot Miles "Tails" Prower[6]
- James Marsden kot Tom Wachowski[7]
- Jim Carrey kot dr. Robotnik[8]